# Laura Pinyol Puig
Laura Pinyol Puig   (Terrassa, 31 de juliol de 1979) és una periodista i escriptora catalana.
És llicenciada en Comunicació Audiovisual per la Universitat Pompeu Fabra. Va treballar al servei de comunicació de la Corporació Catalana de Mitjans Audiovisuals (2003-2004) i al Departament de la Vicepresidència de la Generalitat de Catalunya com a cap de premsa (2006-2010). L'any 2012 va fundar una agència de comunicació i de creació de contingutsː Èmfasi Comunicació (2012-2022). Com a periodista, ha col·laborat en diferents mitjans, com ara Catalunya Ràdio, TV3, RAC1, TVE, Ara, Descobrir Catalunya, Sàpiens i Vallesos. L'any 2022 va esdevenir consellera del Consell de l'Audiovisual de Catalunya, organisme del qual és vicepresidenta des del 12 de setembre de 2024. Com a escriptora, ha publicat dues novel·les.

## Llibres publicats
- 2018 -  El risc més gran.[5][6] Editorial Ara Llibres - ISBN 9788416743445
- 2024 - Material sensible.[7][8] Editorial Ara Llibres - ISBN 9788419960221